# ウィリアム・ケアリー (宣教師)

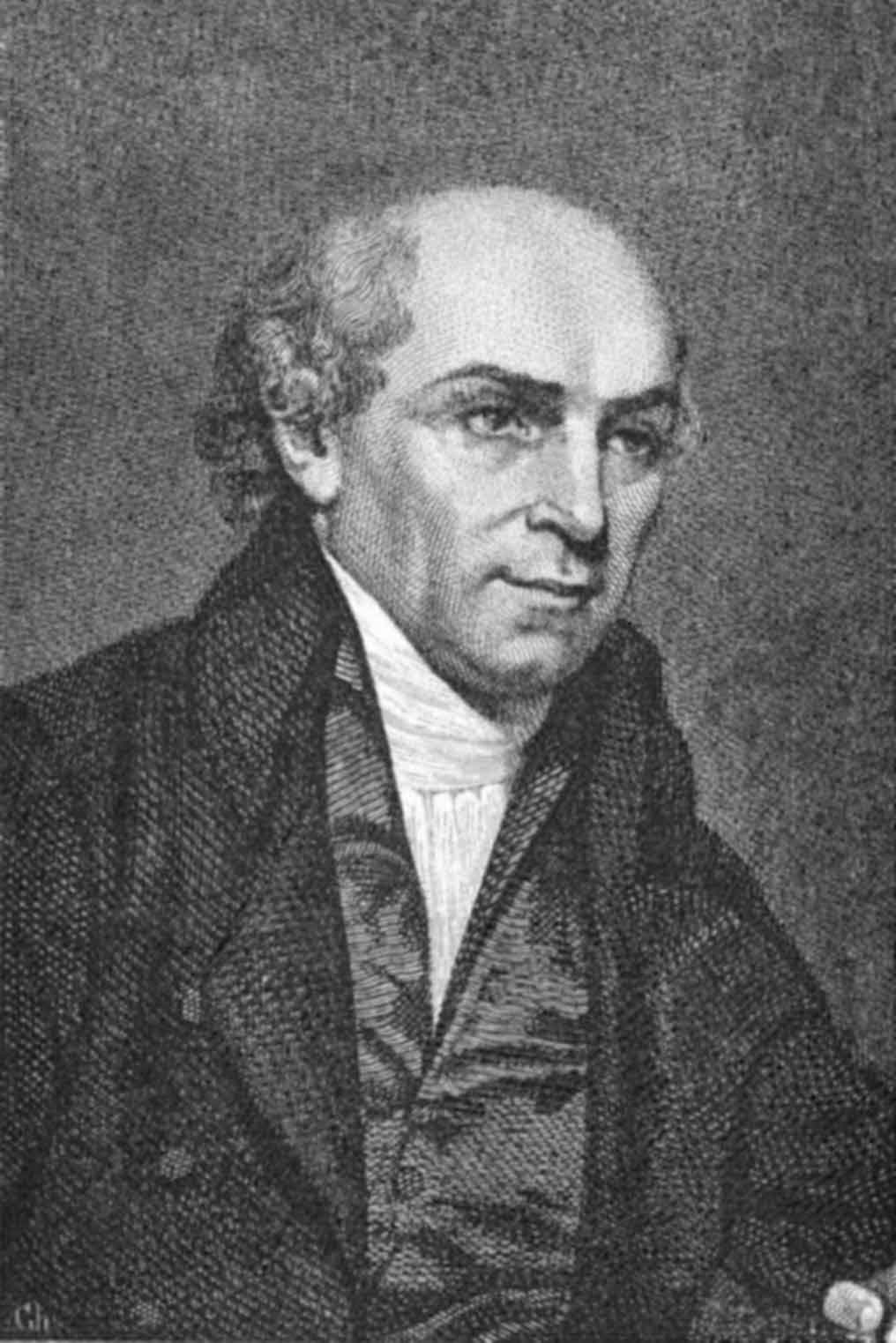
ウィリアム・ケアリー

ウィリアム・ケアリー（William Carey、1761年 - 1834年）は、イギリスのバプテスト派の宣教師である。

## 生涯
ノーサンプトンシャーのポーラースプリで教区教会の事務と学校長をしていた父の元に生まれる。靴屋であったが、1779年に回心して非国教徒になり、1783年にバプテスト派の再洗礼を受けた。平信徒としてバプテスト派の説教者になる。後に、バプテスト派の牧師になり、モウルトン教会、レスターのハヴィー小路教会で仕える。
ジョナサン・エドワーズの神学に深い影響を受けて海外伝道を志し、1792年『異教徒改宗の手段を用いるキリスト者の研究』という著書を著し、10月に「異教徒への福音宣教バプテスト会」(BMS World Mission)が創られた。
1793年、ケアリーとその家族は、この団体より最初の宣教師として、インドに派遣された。インドではベンガル地方の藍工場の職長になった。その合間に言語習得を行い。1799年セランポールでほかバプテスト派の宣教師ジョシュア・マーシュマン、ウィリアム・ウォードと共に、宣教基地のネットワークを作り始める。
1801年に新約聖書をベンガル語に翻訳し、フォートウィリアム大学の語学教授になる。1824年まで、6ヶ国語の聖書を完成する。
さらに、ミッションスクールのセランポール大学を設立する。1820年にインドの農業改善のためにインド農業協会を設立する。植物学も学び1823年ロンドン・リンネ協会の会員になり、植物学者としても活躍した。また、サティ(寡婦の殉死)の廃止運動の指導者になり、1829年にサティー禁止法が制定された。
1834年、一度もイギリスに帰国せずに、インドで死去した。

## 著書
- 『異教徒改宗の手段を用いるキリスト者の研究』1792年